# علی بن شیخ
علی بن شیخ (انگلیسی: Ali Bencheikh؛ زادهٔ ۹ نوامبر ۱۹۵۵) یک بازیکن فوتبال اهل الجزایر است.
از باشگاه‌هایی که در آن بازی کرده‌است می‌توان به باشگاه فوتبال مولودیه الجزایر اشاره کرد. وی عضو تیم ملی فوتبال الجزایر در جام جهانی فوتبال ۱۹۸۲ بوده است.